# フィトエストロゲン

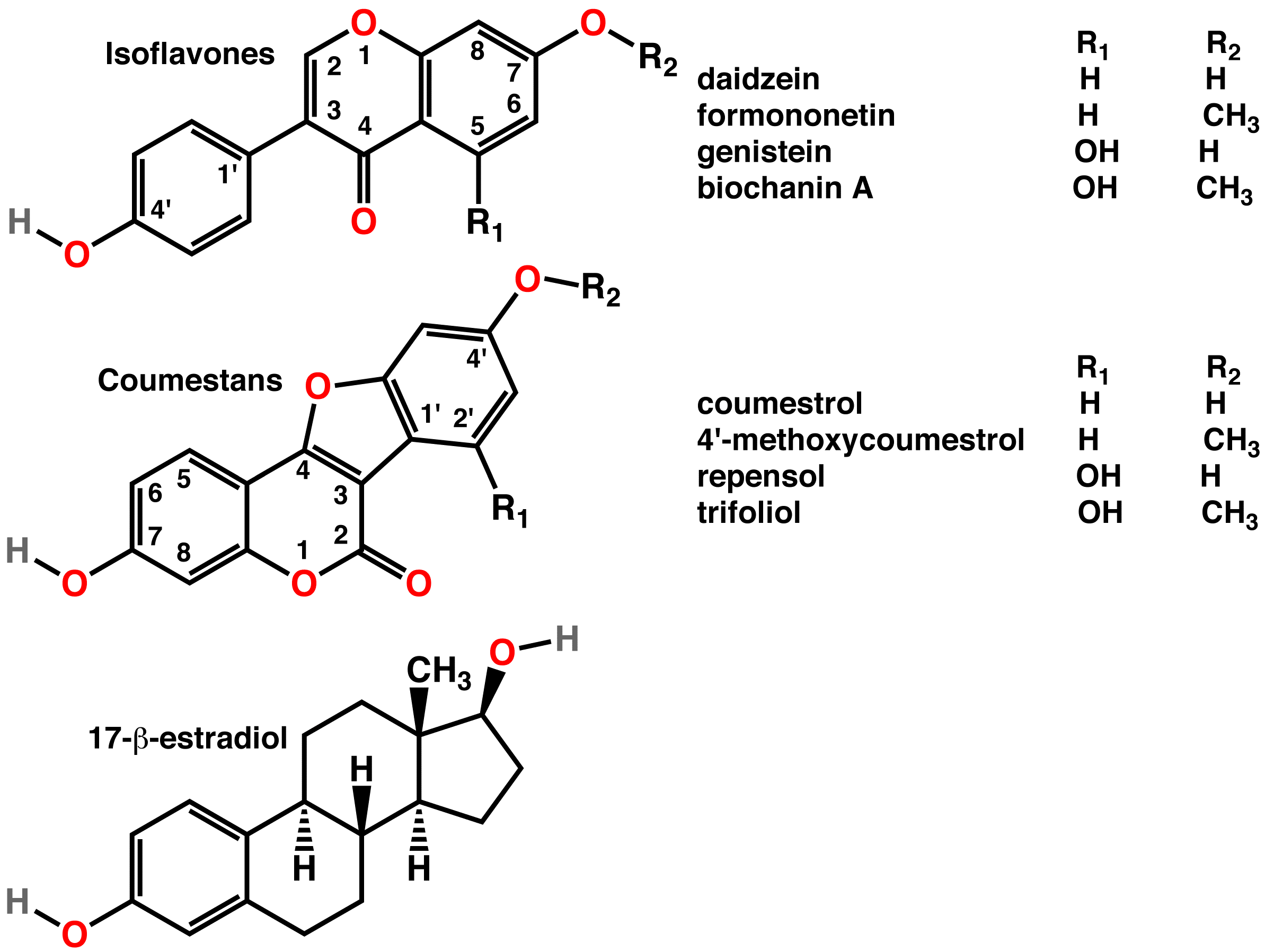
動物で見つかっているエストロゲン（下段）と比較した植物で発見された最も一般的なフィトエストロゲン（上段・中段）の化学構造

フィトエストロゲン、ファイトエストロゲン、植物エストロゲン、植物性エストロゲン（英:Phytoestrogens）とは、内分泌系により産生されたものではなくフィトエストロゲン植物を摂取したことによる外因性の物質が内分泌された女性ホルモン（エストロゲン参照）のように機能することを意味する外因性エストロゲンのことである。植物で天然に発生した非ステロイドの様々な化合物群であり、エストラジオール（17-β-estradiol）と構造が類似しているため、エストロゲンあるいは非エストロゲンの効果をもたらすことができる。植物は、草食動物の過剰繁殖に対抗するため雄の妊性をコントロールする自然の防御システムの役割としてフィトエストロゲンを利用している.。

## 研究
以下の症状などへの適応が研究されている。
- 骨密度
- 月経/閉経
- 心臓血管系
- 癌予防

## 摂取
以下の食品に比較的多く含まれている。
| 食材                                               | 種別                    | 主なフィトエストロゲン                                       | 出典        |
| -------------------------------------------------- | ----------------------- | ------------------------------------------------------------ | ----------- |
| 大豆 大豆製品 (きな粉、豆腐、味噌、納豆、豆乳など) | イソフラボン            | ダイゼイン、ダイジン、ゲニステイン、ゲニスチン、グリシテイン | 日本 カナダ |
| ドーナツ                                           | イソフラボン            | ダイゼイン、ゲニステイン                                     | カナダ      |
| プロテインバー                                     | イソフラボン            | ダイゼイン、ゲニステイン                                     | カナダ      |
| フラックスシード                                   | リグナン                | ラリシレシノール、セコイソラリシレシノール                   | カナダ      |
| ごま                                               | リグナン                | ピノレシノール、ラリシレシノール                             | カナダ      |
| ブラックベリー クランベリー ストロベリー           | リグナン                | セコイソラリシレシノール                                     | [ 7 ]       |
| イタドリ                                           | スチルベノイド          | レスベラトロール                                             | 米国        |
| アルファルファ(芽)                                 | イソフラボン クメスタン | ダイゼイン、ゲニステイン、 クメストロール                    | [ 7 ]       |

## その他
大豆内ではイソフラボンはグルクロン酸と結合しており(グルクロニド配糖体)、エストロゲン作用のあるイソフラボンになるには体内のβグルクロニダーゼ酵素によりグルクロン酸を加水分解して削除する必要がある。